# Trichomalopsis
Trichomalopsis is een geslacht van vliesvleugeligen uit de familie Pteromalidae. De wetenschappelijke naam van dit geslacht is voor het eerst geldig gepubliceerd in 1913 door Crawford.

## Soorten
Het geslacht Trichomalopsis omvat de volgende soorten:
- Trichomalopsis acarinata Sureshan & Narendran, 2001
- Trichomalopsis acuminata (Graham, 1969)
- Trichomalopsis albopilosus (Graham, 1969)
- Trichomalopsis americana (Gahan, 1933)
- Trichomalopsis apanteloctena (Crawford, 1911)
- Trichomalopsis arzoneae (Boucek, 1970)
- Trichomalopsis australiensis (Girault, 1926)
- Trichomalopsis braconis (Dodd, 1917)
- Trichomalopsis braconophaga (Cameron, 1912)
- Trichomalopsis caesareus (Dalla Torre, 1898)
- Trichomalopsis caricicola (Graham, 1969)
- Trichomalopsis closterae Kamijo, 1983
- Trichomalopsis cognata (Gahan, 1924)
- Trichomalopsis deplanata Kamijo & Grissell, 1982
- Trichomalopsis dubia (Ashmead, 1896)
- Trichomalopsis exigua (Walker, 1834)
- Trichomalopsis fucicola (Walker, 1835)
- Trichomalopsis genalis (Graham, 1969)
- Trichomalopsis germanica (Graham, 1969)
- Trichomalopsis hemiptera (Walker, 1835)
- Trichomalopsis heterogynidis Graham, 1984
- Trichomalopsis iambe (Walker, 1839)
- Trichomalopsis lasiocampae (Graham, 1969)
- Trichomalopsis laticeps (Graham, 1969)
- Trichomalopsis leguminis (Gahan, 1937)
- Trichomalopsis littoralis (Graham, 1969)
- Trichomalopsis maura (Graham, 1969)
- Trichomalopsis microptera (Lindeman, 1887)
- Trichomalopsis neelagastra Sureshan & Narendran, 2001
- Trichomalopsis nigra Sureshan & Narendran, 2001
- Trichomalopsis oryzae Kamijo & Grissell, 1982
- Trichomalopsis ovigastra Sureshan & Narendran, 2001
- Trichomalopsis palustre (De Santis, 1972)
- Trichomalopsis pappi Kamijo, 1983
- Trichomalopsis peregrina (Graham, 1969)
- Trichomalopsis pompilicola (Graham, 1969)
- Trichomalopsis pospelovi (Kurdjumov, 1912)
- Trichomalopsis potatoriae (Graham, 1969)
- Trichomalopsis punctata (Ratzeburg, 1844)
- Trichomalopsis reduvii Dzhanokmen, 1985
- Trichomalopsis sarcophagae (Gahan, 1914)
- Trichomalopsis scaposa (Graham, 1969)
- Trichomalopsis shirakii Crawford, 1913
- Trichomalopsis sisyrae Askew, 2010
- Trichomalopsis splendens (Erdös, 1957)
- Trichomalopsis subapterus (Riley, 1885)
- Trichomalopsis submarginata (Thomson, 1878)
- Trichomalopsis tachinae (Gahan, 1917)
- Trichomalopsis tenuicornis Graham, 1996
- Trichomalopsis terginae (Andriescu & Fabritius, 1981)
- Trichomalopsis thekkadiensis Sureshan & Narendran, 2001
- Trichomalopsis tigasis (Walker, 1839)
- Trichomalopsis travancorensis Sureshan & Narendran, 2001
- Trichomalopsis viridascens (Walsh, 1861)
- Trichomalopsis zhaoi Huang, 1988